# Niobe (figlia di Foroneo)
Nella mitologia greca Niobe (in lingua greca: Νιόβη Niòbē) è una principessa argiva, figlia di Foroneo. Non è da confondersi con il personaggio omonimo, che era invece figlia di Tantalo e di origine lida.
Fu amata da Zeus e da lui ebbe Argo, re eponimo della città, e secondo alcune fonti Pelasgo, che divenne re di Arcadia, anche se quest'ultimo è più spesso definito autoctono, ovvero nato dalla terra.